# Sankt Jörgens plats

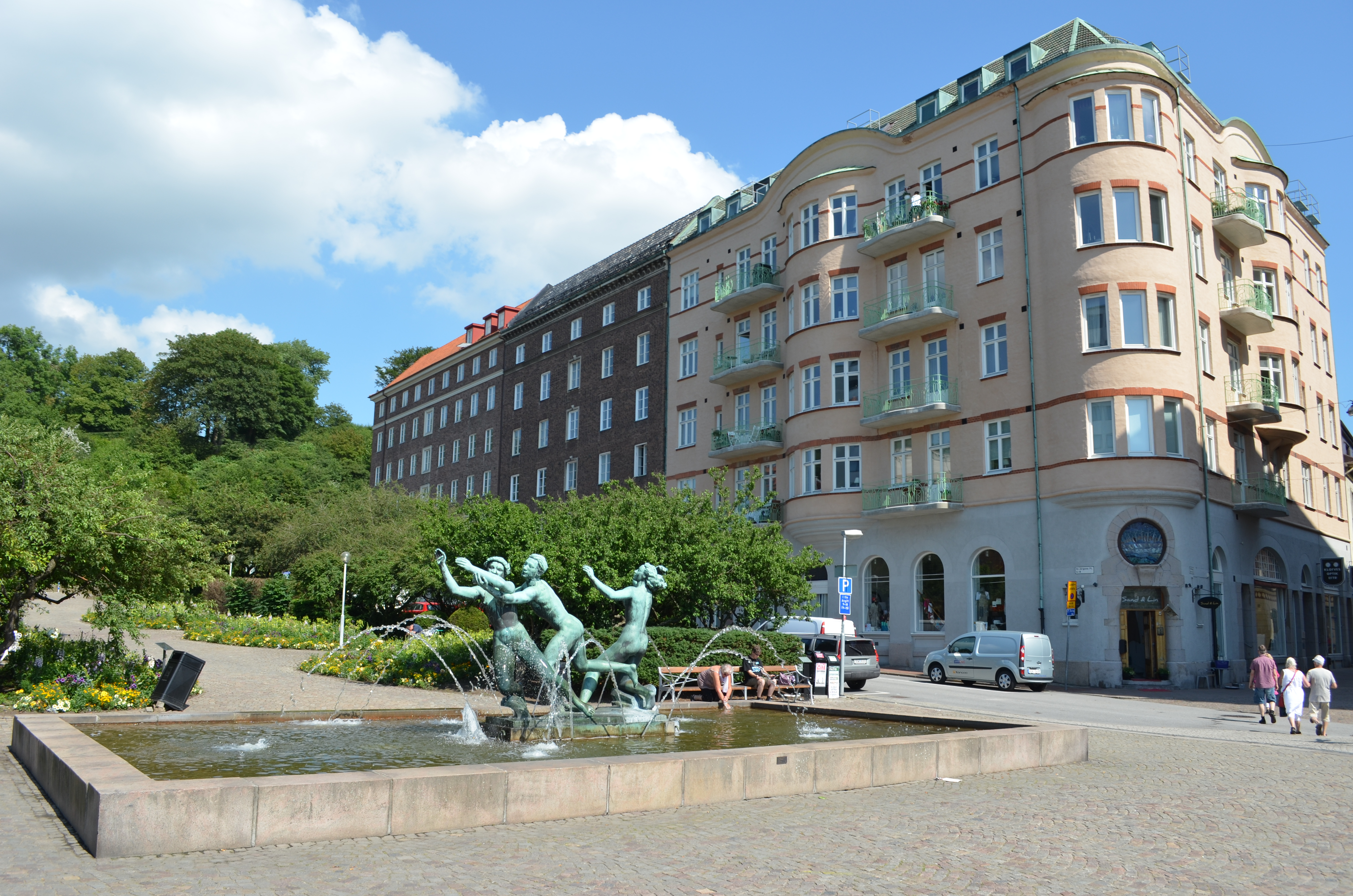
Sankt Jörgens plats.

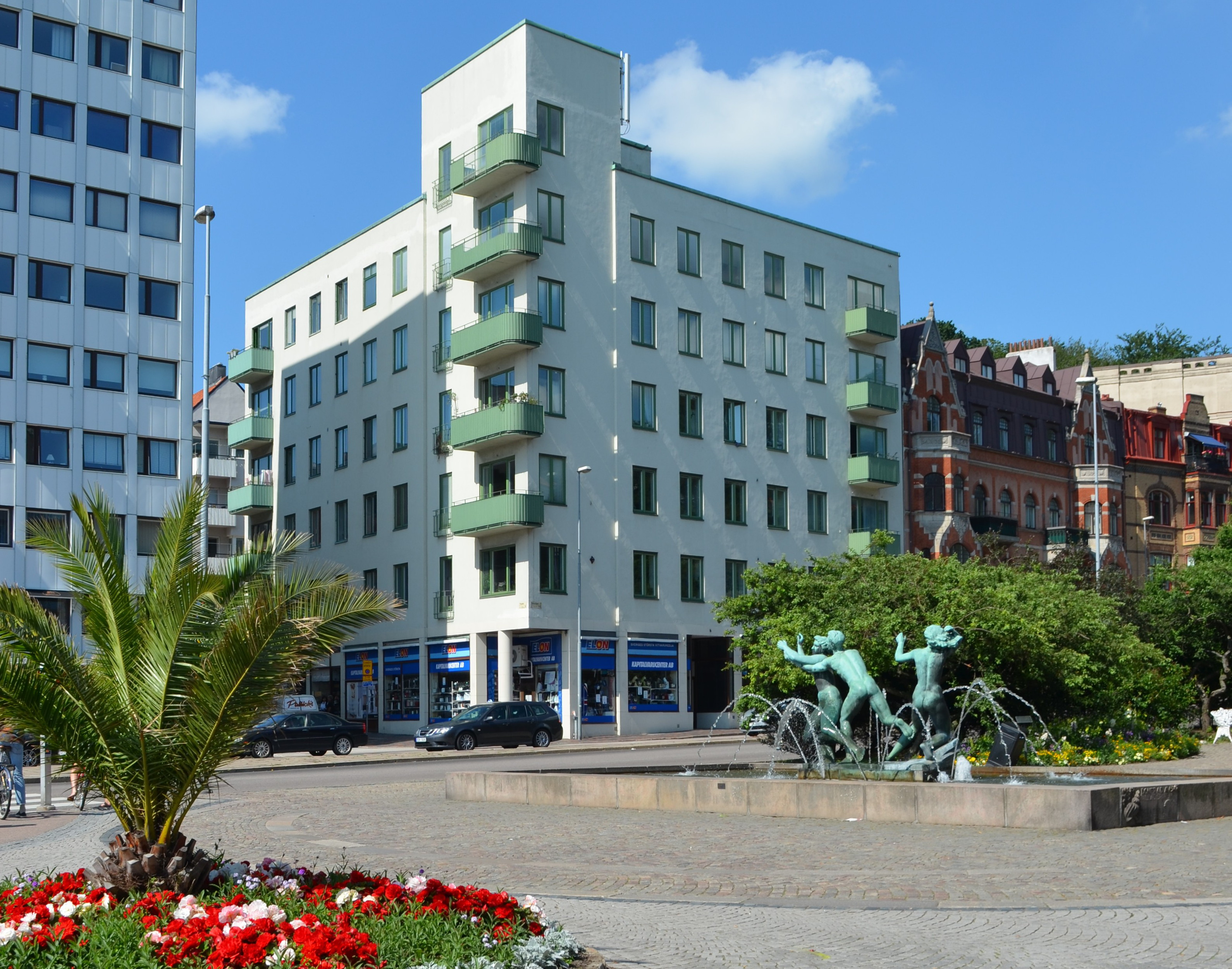
Sankt Jörgenspalatset i norr.

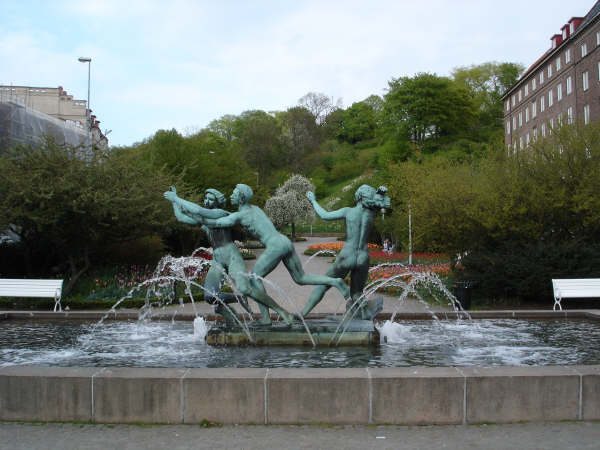
Skulpturen Lekande ungdom av Axel Wallenberg.

Sankt Jörgens plats är ett torg och en grön plats i centrala Helsingborg. Torget har fått sitt namn av att man, vid namngivandet i början av 1900-talet, trodde att den mytomspunna Sankt Jörgens källa sprungit ut på platsen, vilket den senare visat sig inte göra.

## Utformning
Platsen begränsas i väster av Drottninggatan, i norr av Hälsovägen, i öster av Fågelsångsgatan och i söder av bebyggelse. Torget delas in i två delar av Kullagatans förlängning, där den västra delen består av en öppen plats, dominerad av en fontän som donerats till staden av Wällufs Sparbank år 1946. Mitt i fontänen står skulpturen Lekande ungdom (barn), utförd av Axel Wallenberg. Här finns även en blomsterutsmyckning, där man under sommarhalvåret planterar en palm, medan det under vintern utsmyckas av marschaller på höga hållare. Den östra delen är innesluten på båda sidor av grönska i form av ett tätt buskage med inslag av blommande träd. Innanför detta skjuter halvcirklar av blomsterrabatter ut, där utbudet av blommor växlar med årstiderna. Under våren består till exempel alla rabatterna av tulpaner i olika färger, vilket ger ett färgsprakande intryck. Bebyggelsen runt platsen har en sammanhållen, pampig karaktär, som särskilt betonas av de tre bostadshusen i jugendstil respektive 20-talsklassicism mellan Kullagatan och Fågelsångsgatan på platsens södra sida, färdigställda 1906, 1926 och 1928. Runt platsen finns även mer modernistisk bebyggelse, särskilt då Sankt Jörgenspalatset, som uppfördes 1935 och var tänkt att bli Helsingborgs första höghus, men som stannade vid sju våningar. Av mer senmodernistisk karaktär är byggnaderna "Kaffegöken" och "Eftersläckaren" i norr, respektive söder. "Kaffegöken" byggdes 1959-61 och blev med sina elva våningar ett äkta höghus. Det fick sitt smeknamn av att det i bottenvåningen fanns en Systembolagsbutik, medan det på fasaden gjordes reklam för kaffe. Den år 1960 åt försäkringsbolaget Allmänna Brand uppförda byggnaden på motsatt sida i söder fick då smeknamnet "Eftersläckaren".  

## Historia
Platsen där torget numera ligger låg under en lång tid av stadens historia i utkanten av stadsbebyggelsen och bestod av åkermark varigenom Hälsobäcken rann ner mot Öresund. Under 1600-talet etablerades flera vattenmöllor längs Hälsobäcken och vid torgets framtida plats anlades den västligaste av dessa: Barkamöllan. Denna köptes i mitten av 1800-talet av trädgårdsmästaren Niels Peter Jensen, vars tomt sträckte från landborgen till Kullagatans fortsättning mot den nordliga landsvägen Pålsjövägen, som här drev ett trädgårdsmästeri. På 1860-talet lades den nya paradgatan Drottninggatan ut, vars sträckning skapade ett mellanrum mellan landsvägen i öster och Drottninggatan i väster, som kom att användas som torg. Under denna tid gick det under namnet Fisketorget, eftersom fiskarna längs norra delen av Kullagatan använde torget för att sälja sina fångster. 1899 köpte Helsingborg stad upp alla de gamla möllorna, hälsobrunnen Hälsan med Sofiakällan och Jensens handelsträdgård, eftersom man ämnade att bredda Hälsovägen som nu blivit stadens infartsled från nordost. Trädgårdsmästeriet gjordes om till en öppen, planterad plats som tillsammans med Fisketorget år 1907 fick namnet Sankt Jörgens plats. Namnet fick platsen då man vid denna tiden trodde att den medeltida Sankt Jörgens offerkälla hade legat vid Hälsan, men senare forskning har visat att denna låg vid Killestockhusen vid Pålsjö.